# 配慮
| ウィキペディアには「配慮」という見出しの百科事典記事はありません（タイトルに「配慮」を含むページの一覧/「配慮」で始まるページの一覧）。 代わりにウィクショナリーのページ「配慮」が役に立つかもしれません。 |